# Тимаков, Олег Михайлович
Оле́г Миха́йлович Тимако́в (26 июля 1920, Москва, РСФСР — 16 ноября 1990, Москва, СССР) — советский футболист, полузащитник. Заслуженный мастер спорта.

## Карьера

### Клубная
Начинал карьеру в одесском «Спартаке». В 1941 году сыграл 5 матчей. С 1945 по 1954 год выступал за московский «Спартак». Дебютировал в нём 20 мая в матче 2-го тура против московского «Динамо». В составе «красно-белых» стал двукратным чемпионом СССР и трёхкратным обладателем Кубка СССР. Пять раз включался в список 33 лучших футболистов сезона.
Играл за московский «Спартак» в чемпионате СССР по хоккею с шайбой 1946/47.

### Тренерская
Окончил школу тренеров при ГЦОЛИФК в 1955 году. Был тренером в московских клубах «Локомотив» и «Крылья Советов». Возглавлял бакинский «Нефтяник», «Спартак» из Владикавказа и «Цемент».

## Достижения
- Чемпион СССР (2): 1952, 1953
- Обладатель Кубка СССР (3): 1946, 1947, 1950
- В списке 33 лучших футболистов сезона в СССР: № 1 (1952), № 2 (1949, 1950, 1951), № 3 (1948)